# Aspern
Aspern je katastrální území ve Vídni. Nachází se v obvodu Donaustadt 8 km východně od centra města. Má rozlohu 20 km² a žije v něm přibližně 4 500 obyvatel. Do roku 1904 byl Aspern samostatnou obcí.

## Historie
První písemná zmínka pochází z roku 1258, i když podle archeologických nálezů bylo místo osídleno již v neolitu. Vesničané se zabývali převážně zemědělstvím a lovem ryb v Dunaji. Obec byla vydrancována při prvním i druhém obléhání Vídně. V květnu 1809 se zde uskutečnila bitva u Aspern a Esslingu, v níž Karel Ludvík Rakousko-Těšínský jako první porazil Napoleona Bonaparte. Padlé připomíná pomník zvaný Aspernský lev, který vytvořil roku 1858 Anton Dominik von Fernkorn. V bývalé kapli bylo zřízeno muzeum bitvy. V Aspernu se nachází také kostel zasvěcený svatému Martinovi z Tours, postavený roku 1671 a rekonstruovaný počátkem devatenáctého století. Aspernský park je pojmenován na počest norského diplomata Trygve Lieho, který se podílel na potravinové pomoci Rakousku po druhé světové válce.

## Letiště
V roce 1912 zde bylo založeno letiště Aspern obsluhující město Vídeň. Stalo se významnou evropskou dopravní křižovatkou, kde v roce 1930 přistávaly stroje deseti leteckých společností. Po druhé světové válce letiště využívala okupační Sovětská armáda. Jeho význam upadl poté, co bylo roku 1954 zřízeno nové letiště Vídeň, sloužilo pak potřebám Rakouského aeroklubu a k pořádání automobilových závodů, v březnu 1977 bylo úplně zrušeno. Od roku 1982 je zde v provozu továrna firmy Opel. Na ploše bývalého letiště probíhá výstavba moderního sídliště Seestadt Aspern, kde by mělo ve třicátých letech žít přes dvacet tisíc lidí.

## Doprava
V roce 2010 byla v Aspernu otevřena stanice na lince U2 vídeňského metra.

## Osobnosti
Aspernským rodákem je fotbalista David Alaba.